# Faisal bin Farhan Al Saud
Príncipe Faisal bin Farhan bin Abdullah bin Faisal bin Farhan Al Saud (árabe: فيصل بن فرحان آل سعود, translit.: Faiṣal b. Farḥān Āl Saʿūd; Frankfurt am Main, 1 de novembro de 1974) é um diplomata e político da Arábia Saudita e membro da Casa de Saud. Um diplomata de carreira, Príncipe Faisal ocupou o cargo de Embaixador da Arábia Saudita na Alemanha desde 27 de março de 2019. Em 23 de outubro de 2019, Faisal foi nomeado através de decreto real emitido pelo Rei Salman para comandar o Ministério das Relações Exteriores do país. O Príncipe Faisal nasceu em Frankfurt, na Alemanha Ocidental, e passou parte de sua infância e juventude naquele país, razão pela qual fala alemão fluentemente, segundo a imprensa alemã.

## Início da vida e carreira política
O príncipe Faisal é membro da família real saudita. Filho do príncipe Farhan bin Abdullah Al Saud, ele nasceu em 1º de novembro de 1974 na Alemanha Ocidental e foi educado nos Estados Unidos. Ele atuou como consultor na Embaixada da Arábia Saudita nos Estados Unidos de 2017 a 2019. Faisal ocupou altos cargos em empresas sauditas e internacionais, principalmente no setor aeroespacial e de armas. Ele era, pelo menos até sua nomeação como embaixador na Alemanha, diretor da empresa de armas Saudi Arabian Military Industries (SAMI). Ele então trabalhou para o embaixador saudita nos Estados Unidos.
Como especialista na indústria de defesa, ele também presidiu uma joint venture saudita-estadunidense com a empresa aeroespacial Boeing. O príncipe Faisal também atuou como conselheiro da Corte Real da Arábia Saudita.

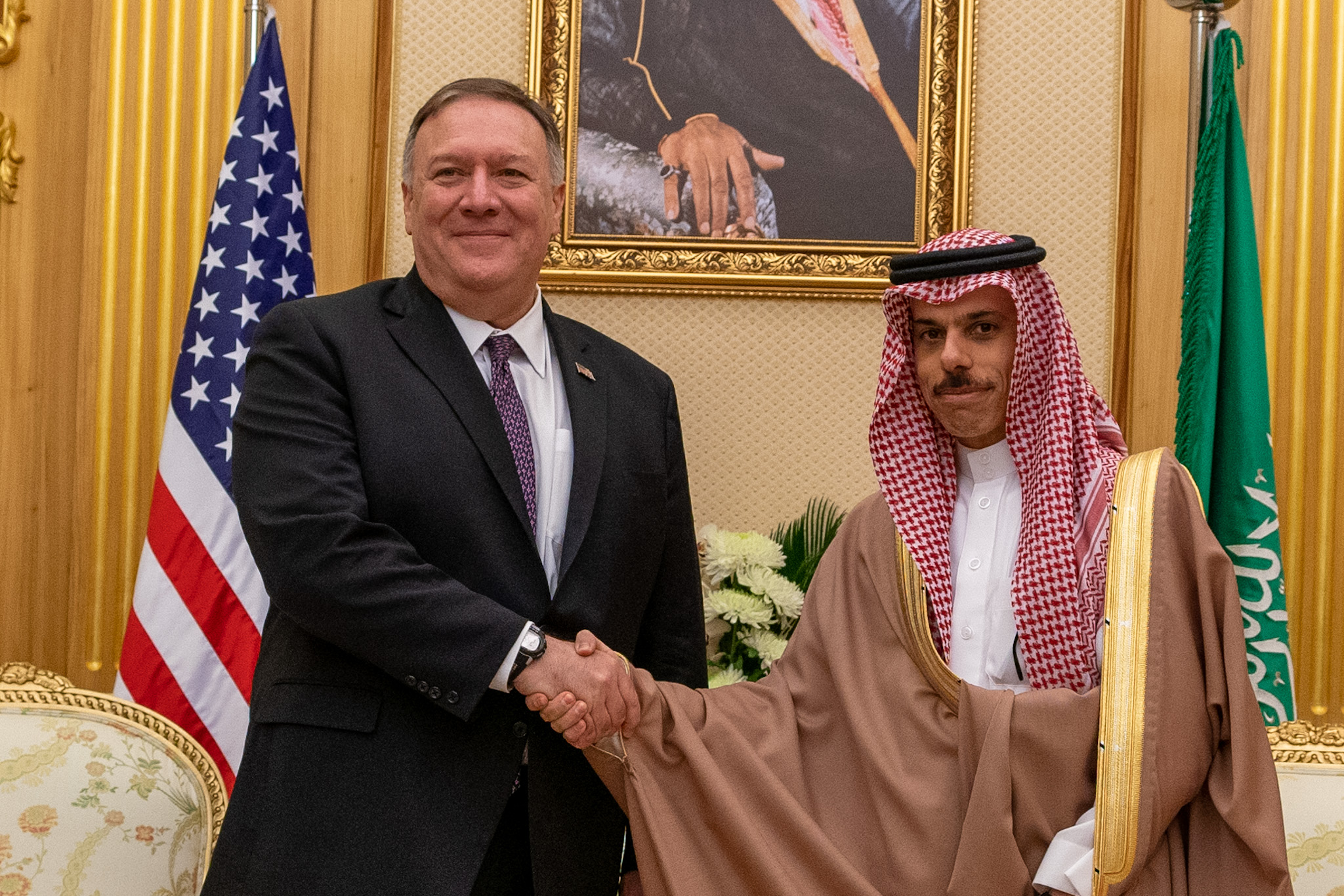
Faisal se reúne com o secretário de Estado dos EUA, Michael R. Pompeo, em Riade, Arábia Saudita, em fevereiro de 2020.

Em novembro de 2017, a Arábia Saudita retirou seu então embaixador na Alemanha, Khalid bin Bandar bin Sultan Al Saud, em protesto a uma declaração feita por Sigmar Gabriel, então Ministro das Relações Exteriores da Alemanha. Gabriel havia claramente criticado a influência ativa do reino na constelação do poder político no Líbano. Após quase um ano de crise diplomática e vacância do cargo de embaixador, a Arábia Saudita enviou seu embaixador de volta a Berlim, mas ele foi substituído por Faisal bin Farhan em 27 de março de 2019. Os dissidentes sauditas que vivem na Alemanha não ficaram satisfeitos com a nomeação de Faisal. O dissidente Khalid bin Farhan al-Saud, parente distante do novo embaixador, temia que o diplomata também pudesse pressionar representantes da oposição. Ele disse à Deutsche Welle que não descarta que Faisal bin Farhan tenha sido enviado à Alemanha para perseguir dissidentes sauditas que vivem no país. Faisal tem um bom relacionamento com o poderoso Príncipe-herdeiro saudita, Mohammed bin Salman.
Em 23 de outubro de 2019, foi nomeado Ministro das Relações Exteriores da Arábia Saudita.
Em 19 de agosto de 2020, o ministro das Relações Exteriores Faisal disse que o acordo de paz entre Israel e os Emirados Árabes Unidos pode ser visto como positivo, mas a Arábia Saudita não normalizaria as relações até que um acordo de paz fosse assinado com os palestinos, esperançosamente no âmbito da Iniciativa de Paz Árabe.
A Arábia Saudita pretende agendar uma quinta rodada de negociações diretas com o rival Irã, apesar da "falta de progresso substancial" nas rodadas anteriores, disse o ministro das Relações Exteriores do reino na Conferência de Segurança de Munique no sábado, 19 de fevereiro de 2022.